# 鞘柄金莲花
鞘柄金莲花（学名：Trollius vaginatus）为毛茛科金莲花属下的一个种。

## 扩展阅读
- 維基物種上的相關：鞘柄金莲花